# Serraria
Serraria este un oraș în Paraíba (PB), Brazilia.